# Margarida de Bourbon
Margarida de Bourbon (5 de fevereiro de 1438 — 24 de abril de 1483) era filha de Carlos I de Bourbon e de Inês da Borgonha, esta filha de João, o Destemido, e de Margarida da Baviera.
Em 6 de abril de 1472, casou com Filipe II de Saboia, filho do duque Luís de Saboia e de Ana de Lusignan, e eles tiveram dois filhos:
- Luísa de Saboia, Duquesa de Nemours (n. 11 de setembro de 1476), que casou com Carlos, conde de Angoulême, e foi a mãe do rei Francisco I da França;
- Felisberto (n. 10 de abril de 1480), depois duque de Saboia, que casou com Margarida da Áustria, mas não deixou descendentes.